# Braunschweiger Turn- und Sportverein Eintracht von 1895 1994-1995
Questa voce raccoglie le informazioni riguardanti il Eintracht Braunschweig nelle competizioni ufficiali della stagione 1994-1995.

## Stagione
Nella stagione 1994-1995 l'Eintracht Braunschweig, allenato da Jan Olsson, concluse il campionato di Regionalliga Nord al 6º posto.

## Rosa
| N. |                     | Ruolo | Calciatore         |
| -- | ------------------- | ----- | ------------------ |
|    | Germania (bandiera) | P     | Mathias Hain       |
|    | Georgia (bandiera)  | P     | Davit Janelidze    |
|    | Germania (bandiera) | P     | Burkhard Kick      |
|    | Georgia (bandiera)  | D     | Aleksandre Geladze |
|    | Polonia (bandiera)  | D     | Maciej Janiak      |
|    | Germania (bandiera) | D     | Maik Kappel        |
|    | Turchia (bandiera)  | D     | Özkan Koctürk      |
|    | Germania (bandiera) | D     | Willi Kronhardt    |

| N. |                     | Ruolo | Calciatore       |
| -- | ------------------- | ----- | ---------------- |
|    | Germania (bandiera) | D     | Thomas Pfannkuch |
|    | Germania (bandiera) | C     | Thorsten Kohn    |
|    | Germania (bandiera) | C     | Roland Weisheit  |
|    | Ucraina (bandiera)  | A     | Ihor Bjelanov    |
|    | Germania (bandiera) | A     | Sven Berkenhagen |
|    | Serbia (bandiera)   | A     | Milos Kolakovic  |
|    | Ucraina (bandiera)  | A     | Viktor Pasul'ko  |
|    | Germania (bandiera) | A     | Daniel Simon     |

## Organigramma societario
Area tecnica
- Allenatore: Jan Olsson
- Allenatore in seconda:
- Preparatore dei portieri:
- Preparatori atletici:
- Analisi video:

## Calciomercato

### Sessione estiva
| Acquisti | Acquisti           | Acquisti         | Acquisti |
| R.       | Nome               | da               | Modalità |
| -------- | ------------------ | ---------------- | -------- |
| D        | Fahed Dermech      | Monthey          |          |
| D        | Aleksandre Geladze | Mret'ebi Tbilisi |          |
| D        | Maciej Janiak      | Sokół Pniewy     |          |
| P        | Burkhard Kick      | Wolfsburg        |          |
| C        | Thorsten Kohn      | Magdeburgo       |          |
| A        | Milos Kolakovic    | Voždovac         |          |

| Cessioni | Cessioni          | Cessioni          | Cessioni |
| R.       | Nome              | a                 | Modalità |
| -------- | ----------------- | ----------------- | -------- |
| C        | Arne Hoffart      | Saarbrücken       |          |
| D        | Alexander Malchow | Kickers Stoccarda |          |
| A        | Stefan Meißner    | Wolfsburg         |          |
| C        | Miloš Nedić       | Carl Zeiss Jena   |          |
| D        | Ulf-Volker Probst | Wolfsburg         |          |
| A        | Roman Sedláček    | Neubrandenburg    |          |
| C        | Silviu Vuia       | Wolfsburg         |          |

### Sessione invernale
| Acquisti | Acquisti        | Acquisti         | Acquisti |
| R.       | Nome            | da               | Modalità |
| -------- | --------------- | ---------------- | -------- |
| P        | Davit Janelidze | Mret'ebi Tbilisi |          |

| Cessioni | Cessioni      | Cessioni  | Cessioni |
| R.       | Nome          | a         | Modalità |
| -------- | ------------- | --------- | -------- |
| D        | Fahed Dermech | TuS Celle |          |

## Risultati

### Regionalliga

#### Girone di andata
| 29 luglio 1994, ore 18:00 CEST 1ª giornata | Eintracht Braunschweig | 0 – 0 | Herzlake |  |

| 5 agosto 1994, ore 15:00 CEST 2ª giornata | Göttingen | 0 – 1 | Eintracht Braunschweig |  |

| 21 agosto 1994, ore 15:00 CEST 3ª giornata | Eintracht Braunschweig | 1 – 2 | Holstein Kiel |  |

| 26 agosto 1994, ore 18:00 CEST 4ª giornata | Osnabrück | 1 – 0 | Eintracht Braunschweig |  |

| 3 settembre 1994, ore 15:00 CEST 5ª giornata | Eintracht Braunschweig | 0 – 0 | 93 Amburgo |  |

| 11 settembre 1994, ore 15:00 CEST 6ª giornata | Lurup | 2 – 2 | Eintracht Braunschweig |  |

| 17 settembre 1994, ore 15:00 CEST 7ª giornata | Eintracht Braunschweig | 2 – 0 | TuS Celle |  |

| 25 settembre 1994, ore 15:00 CEST 8ª giornata | Lubecca | 2 – 2 | Eintracht Braunschweig |  |

| 8 ottobre 1994, ore 18:00 CET 9ª giornata | Eintracht Braunschweig | 2 – 1 | Hoisdorf |  |

| 16 ottobre 1994, ore 15:00 CET 10ª giornata | Werder Brema II | 1 – 2 | Eintracht Braunschweig |  |

| 23 ottobre 1994, ore 15:00 CET 11ª giornata | Eintracht Braunschweig | 2 – 1 | Wilhelmshaven |  |

| 30 ottobre 1994, ore 15:00 CET 12ª giornata | Bremerhaven FC | 1 – 1 | Eintracht Braunschweig |  |

| 5 novembre 1994, ore 15:00 CET 13ª giornata | Eintracht Braunschweig | 1 – 2 | Oldenburg |  |

| 11 novembre 1994, ore 18:00 CET 14ª giornata | Concordia Amburgo | 1 – 1 | Eintracht Braunschweig |  |

| 19 novembre 1994, ore 15:00 CET 15ª giornata | Eintracht Braunschweig | 3 – 0 | Amburgo II |  |

| 3 dicembre 1994, ore 15:00 CET 16ª giornata | Kickers Emden | 1 – 0 | Eintracht Braunschweig |  |

| 10 dicembre 1994, ore 15:00 CET 17ª giornata | Eintracht Braunschweig | 1 – 1 | Lüneburger |  |

#### Girone di ritorno
| 24 marzo 1995, ore 18:00 CET 18ª giornata | Herzlake | 0 – 0 | Eintracht Braunschweig |  |

| 4 febbraio 1995, ore 15:00 CET 19ª giornata | Eintracht Braunschweig | 0 – 0 | Göttingen |  |

| 11 febbraio 1995, ore 15:00 CET 20ª giornata | Holstein Kiel | 0 – 0 | Eintracht Braunschweig |  |

| 19 febbraio 1995, ore 15:00 CET 21ª giornata | Eintracht Braunschweig | 4 – 1 | Osnabrück |  |

| 26 febbraio 1995, ore 15:00 CET 22ª giornata | 93 Amburgo | 3 – 2 | Eintracht Braunschweig |  |

| 5 marzo 1995, ore 15:00 CET 23ª giornata | Eintracht Braunschweig | 2 – 2 | Lurup |  |

| 10 marzo 1995, ore 18:00 CET 24ª giornata | TuS Celle | 0 – 2 | Eintracht Braunschweig |  |

| 18 marzo 1995, ore 15:00 CET 25ª giornata | Eintracht Braunschweig | 1 – 2 | Lubecca |  |

| 17 aprile 1995, ore 15:00 CEST 26ª giornata | Hoisdorf | 1 – 2 | Eintracht Braunschweig |  |

| 7 aprile 1995, ore 18:00 CEST 27ª giornata | Eintracht Braunschweig | 3 – 5 | Werder Brema II |  |

| 23 aprile 1995, ore 15:00 CEST 28ª giornata | Wilhelmshaven | 4 – 0 | Eintracht Braunschweig |  |

| 29 aprile 1995, ore 15:00 CEST 29ª giornata | Eintracht Braunschweig | 0 – 0 | Bremerhaven FC |  |

| 7 maggio 1995, ore 15:00 CEST 30ª giornata | Oldenburg | 2 – 2 | Eintracht Braunschweig |  |

| 12 maggio 1995, ore 18:00 CEST 31ª giornata | Eintracht Braunschweig | 2 – 2 | Concordia Amburgo |  |

| 20 maggio 1995, ore 15:00 CEST 32ª giornata | Amburgo II | 1 – 4 | Eintracht Braunschweig |  |

| 28 maggio 1995, ore 15:00 CEST 33ª giornata | Eintracht Braunschweig | 3 – 3 | Kickers Emden |  |

| 3 giugno 1995, ore 15:00 CEST 34ª giornata | Lüneburger | 1 – 1 | Eintracht Braunschweig |  |

## Statistiche

### Statistiche di squadra
| Competizione      | Punti | In casa | In casa | In casa | In casa | In casa | In casa | In trasferta | In trasferta | In trasferta | In trasferta | In trasferta | In trasferta | Totale | Totale | Totale | Totale | Totale | Totale | DR |
| Competizione      | Punti | G       | V       | N       | P       | Gf      | Gs      | G            | V            | N            | P            | Gf           | Gs           | G      | V      | N      | P      | Gf     | Gs     | DR |
| ----------------- | ----- | ------- | ------- | ------- | ------- | ------- | ------- | ------------ | ------------ | ------------ | ------------ | ------------ | ------------ | ------ | ------ | ------ | ------ | ------ | ------ | -- |
| Regionalliga Nord | 46    | 17      | 5       | 8       | 4       | 27      | 22      | 17           | 5            | 8            | 4            | 22           | 21           | 34     | 10     | 16     | 8      | 49     | 43     | +6 |
| Totale            | 46    | 17      | 5       | 8       | 4       | 27      | 22      | 17           | 5            | 8            | 4            | 22           | 21           | 34     | 10     | 16     | 8      | 49     | 43     | +6 |

### Andamento in campionato
| Giornata  | 1 | 2 | 3  | 4  | 5  | 6  | 7  | 8  | 9 | 10 | 11 | 12 | 13 | 14 | 15 | 16 | 17 | 18 | 19 | 20 | 21 | 22 | 23 | 24 | 25 | 26 | 27 | 28 | 29 | 30 | 31 | 32 | 33 | 34 |
| --------- | - | - | -- | -- | -- | -- | -- | -- | - | -- | -- | -- | -- | -- | -- | -- | -- | -- | -- | -- | -- | -- | -- | -- | -- | -- | -- | -- | -- | -- | -- | -- | -- | -- |
| Luogo     | C | T | C  | T  | C  | T  | C  | T  | C | T  | C  | T  | C  | T  | C  | T  | C  | T  | C  | T  | C  | T  | C  | T  | C  | T  | C  | T  | C  | T  | C  | T  | C  | T  |
| Risultato | N | V | P  | P  | N  | N  | V  | N  | V | V  | V  | N  | P  | N  | V  | P  | N  | N  | N  | N  | V  | P  | N  | V  | P  | V  | P  | P  | N  | N  | N  | V  | N  | N  |
| Posizione | 9 | 6 | 10 | 12 | 13 | 11 | 10 | 10 | 7 | 5  | 4  | 4  | 5  | 5  | 4  | 6  | 6  | 6  | 6  | 7  | 6  | 7  | 6  | 5  | 6  | 5  | 7  | 7  | 9  | 9  | 6  | 6  | 6  | 6  |

Legenda:

Luogo: C = Casa; T = Trasferta. Risultato: V = Vittoria; N = Pareggio; P = Sconfitta.